# Marcus Jakovljevic

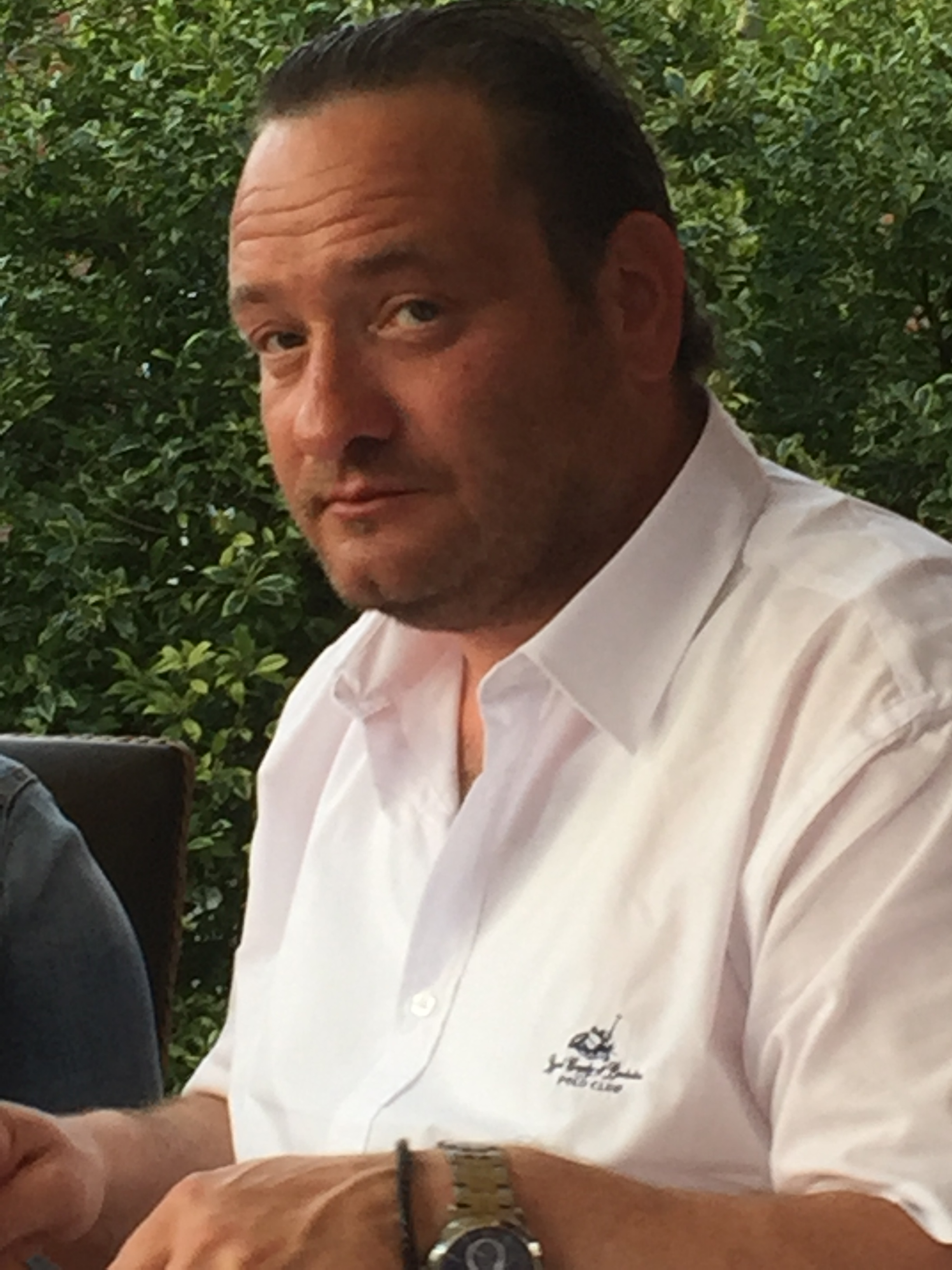
Marcus Jakovljevic (2016)

Marcus Jakovljevic (* 5. September 1973 in Prüm als Marcus Rolloff) ist ein Film-, Fernseh- und Theaterschauspieler, Regisseur und Synchronsprecher.

## Leben
1974 wurde er durch Heirat seiner Mutter mit seinem leiblichen Vater durch die „Legitimation“ jugoslawischer Staatsbürger und erhielt den jugoslawischen Namen Jakovljevic. Die deutsche Staatsbürgerschaft wurde ihm aberkannt. Er wuchs in dem Eifeldorf Heckhalenfeld auf und lebt mit einer unbefristeten Aufenthaltsgenehmigung und Arbeitserlaubnis in Deutschland.
Nach dem Besuch der Grund- und Hauptschule in Bleialf wurde er in Neuerburg zum Buchdrucker ausgebildet. Jakovljevic war schon als Kind fasziniert vom Theater und von der Bühne. Erste Auftritte hatte er in der Heimat-Kirchengemeinde. Durch eine Hochbegabten-Prüfung wurde der Autodidakt an der staatlichen Schauspielschule Brüssel (Belgien) aufgenommen. Von 1996 bis 2000 absolvierte er sein Schauspielstudium am Conservatoire Royal de Bruxelles.
In seiner Jugend und als junger Erwachsener war Jakovljevic ein Boxer. Er wurde u. a. Rheinlandmeister und Südwestdeutscher Meister im Welter- und Mittelgewicht.
Marcus Jakovljevic wurde von Regisseuren wie Sönke Wortmann, Xavier Koller, Lars von Trier, Milan Sladek und Torsten Wacker als Charakter-Darsteller besetzt und ist einem breiteren Publikum vor allem durch  Film- und Fernsehauftritte bekannt.
Er ist Vater zweier Kinder (geboren 1999 und 2008) aus zwei verschiedenen Beziehungen. Er ist verheiratet und lebt mit seiner Ehefrau bei Ulm.

## Theater (Auswahl)
- Dreigroschenoper / Milan Sladek, Regie: Milan Sladek
- Comedia vom Reichen und Lazarus / Milan Sladek, Regie: Milan Sladek
- Pippi Langstrumpf / Theaterconcept – Naturbühne "Blauer See" Ratingen, Regie: Ralph Reiniger
- Räuber Hotzenplotz / Theaterconcept – Naturbühne "Blauer See" Ratingen, Regie: Ralph Reiniger
- Ich, Feuerbach / Eigenproduktion, Regie: Marcus Jakovljevic

## Filmografie (Auswahl)
- Tatort "Zwischen den Ohren"/WDR, Regie: Franziska Meletzky, ARD
- Tatort "Mein Revier"/WDR, Regie: Thomas Jauch, ARD
- Nymphomaniac, Regie: Lars von Trier (ausgezeichnet mit der Goldenen Palme von Cannes), Kino
- Niedrig und Kuhnt, Regie: diverse, SAT1
- Ruhm/Little Shark Entertainment, Regie: Isabel Kleefeld, Kino
- Lutter / Net Work Movie, Regie: Jörg Grünler, ZDF
- Der Lehrer / Sony Pictures, Regie: Christoph Schnee, RTL
- Der Steinbeisser / Footwork Productions, Regie: Esther Solmann, SF1
- Danni Lowinski / Phoenix Film, Regie: Richard Huber, SAT 1
- Cindy und die jungen Wilden / Brainpool, Regie: Daniel Krauss, RTL
- Die Schwarzen Brüder, Regie: Oscar-Preisträger Xavier Koller, Kino
- V8 – Die Rache der Nitros, Regie: Joachim Masannek, Kino
- Der Bulle und das Landei, Regie: Torsten Wacker, ZDF
- SOKO Köln, Regie: Torsten Wacker, ZDF
- Helen Dorn, Regie: Johannes Grieser, ZDF
- Das Kloster bleibt im Dorf, Regie: Walter Weber, ZDF
- Alles was zählt, Regie: diverse, RTL
- Heldt, Regie: Hartwig van der Neut, ZDF
- Der letzte Bulle
- Hubert & Staller

## Regie (Auswahl)
- Ich, Feuerbach / Eigenproduktion, Regie: Marcus Jakovljevic
- Die 39 Stufen / Young Boulevard, Regie: Marcus Jakovljevic. Diese Produktion wurde mit dem Goldenen Vogel der Reimann-Akademie in Linz/Österreich ausgezeichnet.
- Komödie im Dunkeln / Young Boulevard, Regie: Marcus Jakovljevic
- Theater, Theater / Young Boulevard, Regie: Marcus Jakovljevic. Diese Produktion wurde mit dem Goldenen Vogel der Reimann-Akademie in Linz/Österreich ausgezeichnet.
- Die Räuber (Schiller) / Keuplaan-Theater NL-Rotterdam, Regie: Marcus Jakovljevic. Diese Produktion wurde mit dem Publikumspreis der Stadt Rotterdam ausgezeichnet.